# Амадей VII (граф Савойський)
Амадей VII Червоний (італ. Amedeo VII di Savoia il Conte Rosso; 24 лютого 1360 — 1 листопада 1391) — граф Савойський з 1383 року. Спадкоємець свого батька Амадея VI. Відзначився як союзник Карла VI Французького при Іперні. Приєднав до своїх володінь Коні та Ніццу.
У 1377 році одружився з Бонною Беррійською, донькою Жана Валуа, герцога Беррійського, та Жанни д'Арманьяк і онукою короля Франції Іоанна II. У цьому шлюбі народились троє дітей.

## Родина
Дружина — Бона Беррійська, донька Жана Валуа, герцога Беррійського
Діти:
- Амадей VIII (1383—1439) — граф Савойський, антипапа Фелікс V.
- Бонна (1388—1432) — у 1403 році вийшла заміж за Людовика Савойського (1364–1418), сеньйора П'ємонта.
- Жанна (1392—1460) — у 1411 році вийшла заміж за Жана-Жака Палеолога, маркіза де Монферра (1395—1445).